# Canons Park (stanice metra v Londýně)
Canons Park je stanice londýnského metra na severu Londýna. Nachází se na lince Jubilee Line mezi stanicemi Stanmore a Queensbury. Je v přepravní zóně 5 a s 1,68 milionem cestujících ročně je nejméně používanou stanicí na lince Jubilee Line.

## Historie
Stanice byla otevřena 10. prosince 1932 v rámci prodloužení linky Metropolitan Line ze  stanice Wembley Park do stanice Stanmore. Původně se jmenovala Canons Park (Edgware), nicméně závorka byla zrušena již následujícího roku. 20. května 1939 přešla stanice pod linku Bakerloo Line, ale 1. května 1979 byla převedena znovu, a to pod linku Jubilee Line.

## Služby a spojení
Vlaky přijíždí každé 2–6 minuty mezi 06:08 and 00:17 oběma směry. U stanice staví linky městských autobusů 79, 186 a 340 a noční linky N98.
Ve stanici lze zakoupit jízdenky, nachází se zde také čekárna, bankomaty, Wi-Fi, parkoviště a toalety. Adresa stanice je Canons Park Station, London Underground Ltd., Whitchurch Lane, Edgware, Middx, HA8 6RN, Spojené království.

## Galerie

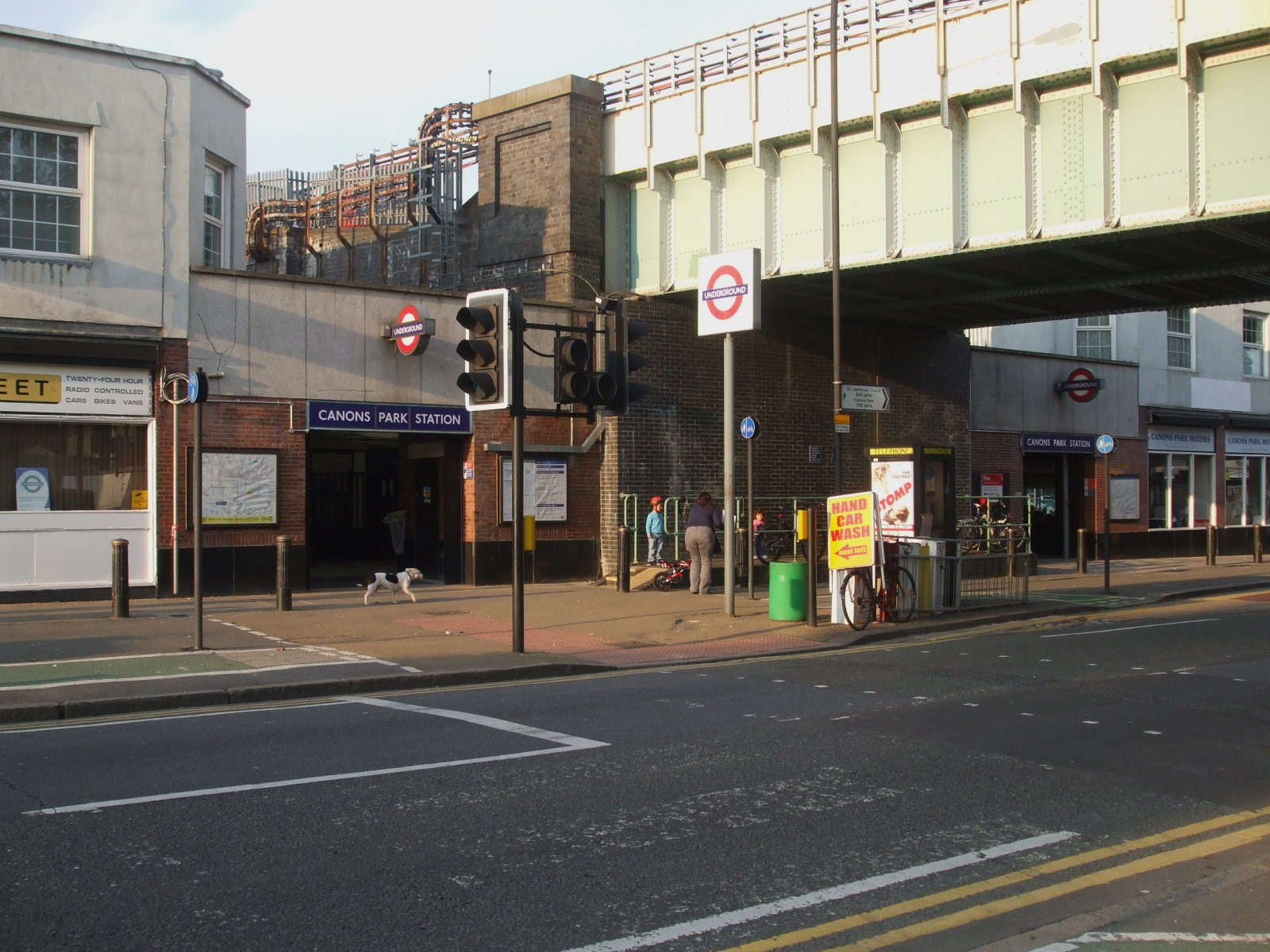
Vstup do stanice z ulice Whitchurch Lane
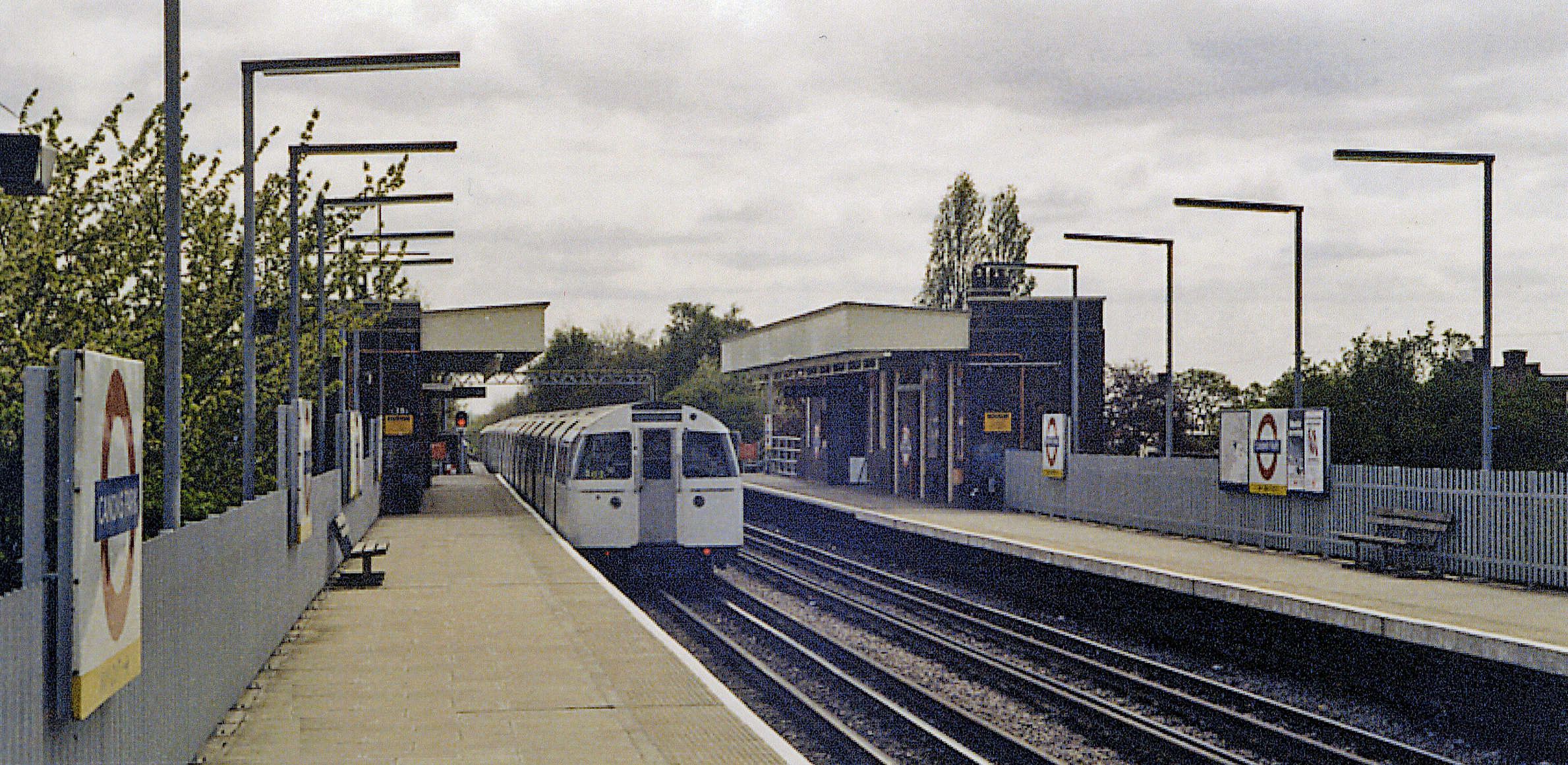
Pohled na jih (foto z roku 1984)
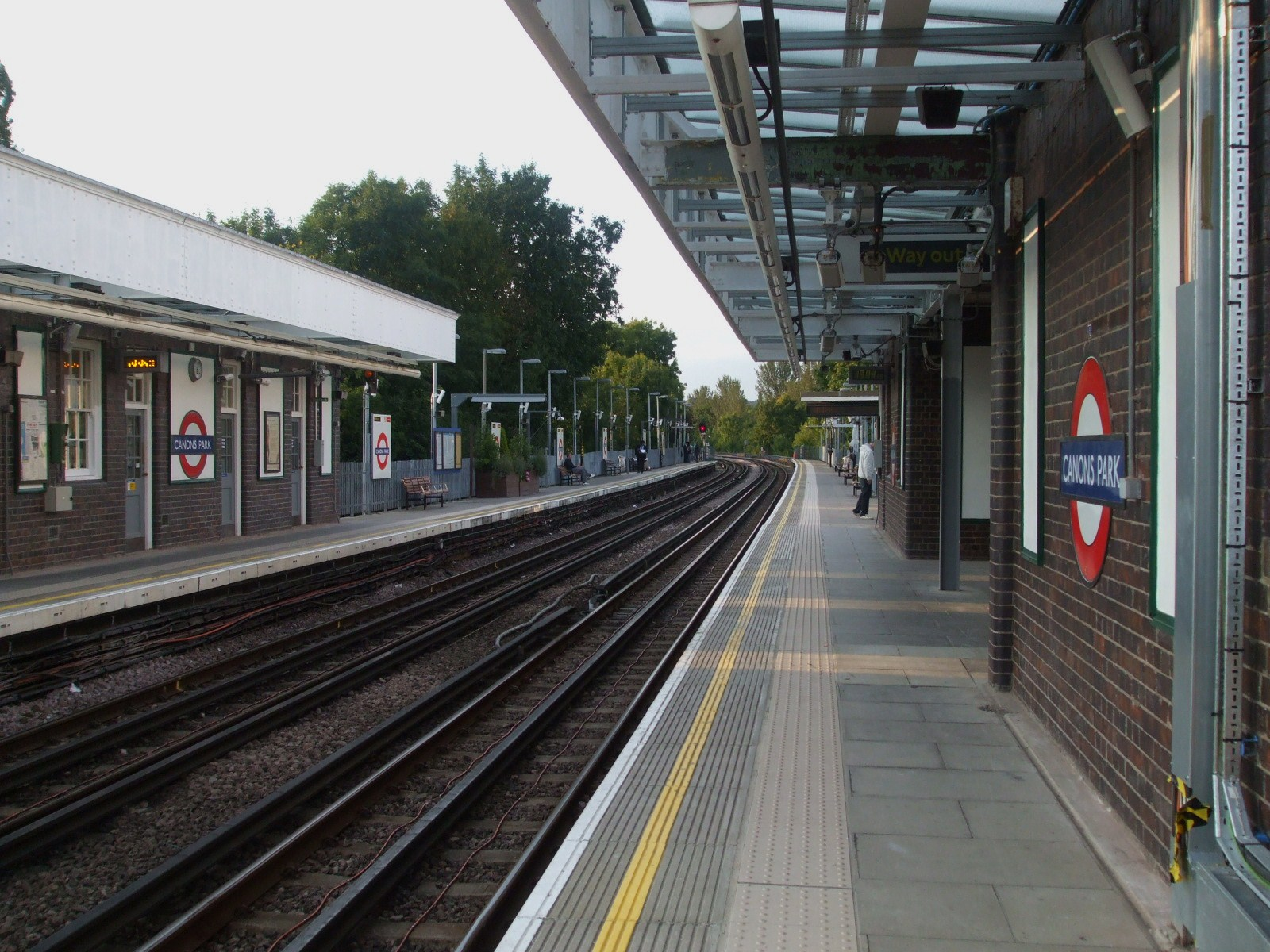
Nástupiště, pohled k západu